# Авија 156
Авија 156  (Avia 156) је чехословачки путнички авион настао између два рата. Произвела га је фирма Авиа а први пут је полетео 1934. године.

## Пројектовање и развој
Авија 156 је био висококрилни (парасол), једномоторни, путнички авион са 6 путника и 2 члана посаде. Авион је пројектовао инжењер Robert J. Nebesаr. Авион је први пут полетео 8. октобра 1933.

## Технички опис
Труп је исти као код авиона Авија 51 минимална разлика је проузрокована због уградње различитог централног мотора.
Погонска група се састоји од једног течношћу хлађеног мотора са 12 цилиндара V распореда Avia HS 12Idrs (lic. Hispano-Suiza) снаге 632 kW (860 KS) и елисе. На вратилу мотора је насађена трокрака метална елиса променљивог корака. Хладњак расхладне течности мотора се налазио испод трупа авиона.
Крила су иста као код авиона Авија 51 али без гондола крилних мотора.
Репне површине су исте као код авиона Авија 51.
Стајни трап овог авиона је исти као код авиона Авија 51 једина разлика је што се вертикалн носач не ослања на гондолу крилног мотора него на предњу рамењачу крила.

## Верзије
Авион је направљен у једном примерку.

## Оперативно коришћење
Тог кобног дана 12. априла 1935. године компанија Авиа је доживела велику несрећу, изгубила је два прототипа путничких авиона Авија 156 и Авија 57 са  четири члана посаде, пробних пилота Вацлав Кочи, Јосиф Фиала (Авија 156), Цирил Новотни и Едуард Шмид (Авија 57). Пошто су се несреће десиле у размаку од 7 минута а да су олупине нађене на растојању од 8 километара прва сумња је пала на судар ова два авиона.
Детаљном истрагом коју је спровела истражна комисија Министарства јавних радова утврђено је да су несрећу проузроковала недовољна чврстина крила оба прототипа. Прво се Авија-156 срушио код села Полеради у 13.21. Узрок је било лом левог крила и накнадно кидање репних површина. Неколико тренутака касније (7 минута), авион Авија-57 се окренуо изнад Винора и распао се током понирућег лета. Крхотине су пале у резерват природе у Винору на неколико места.
После ове тешке трагедије компанија Авија је стопирала програм путничких авиона и све капацитете усмерила на војни програм.

## Земље које су користиле авион
- Чехословачка